# 岩手県道110号平泉停車場中尊寺線
岩手県道110号平泉停車場中尊寺線（いわてけんどう110ごう ひらいずみていしゃじょうちゅうそんじせん）は、岩手県西磐井郡平泉町を通る、かつて存在した一般県道である。本稿では廃止時点での路線状況を記述している。

## 概要
平泉駅と観光地である中尊寺を結ぶ県道であった。途中高舘・中尊寺道両踏切で2度東北本線と交差していた。
2023年（令和5年）3月31日付けで岩手県道110号としては廃止となり、無量光院跡近くの丁字路交差点から平泉駅前の交差点までは岩手県道206号相川平泉線として引き続き県道として管理される。廃止となった区間は本路線の経路を変更するかたちで翌2023年（令和5年）4月1日、岩手県告示第240号により岩手県道303号平泉停車場線が認定された。

### 路線データ
- 実延長：1,447.0 m[4]
- 起点：西磐井郡平泉町平泉字泉屋（JR東日本東北本線 平泉駅（平泉停車場[4]）前）
- 終点：西磐井郡平泉町平泉字衣関（中尊寺[4]、国道4号交点）

## 歴史
- 1959年（昭和34年）3月31日 - 県道に認定される[5]。
- 2023年（令和5年）
  - 3月31日 - 廃止される[1]。
  - 4月1日 - 本路線の経路を変更するかたちで[要出典]、岩手県告示第240号により岩手県道303号平泉停車場線が認定された[3]。

## 地理

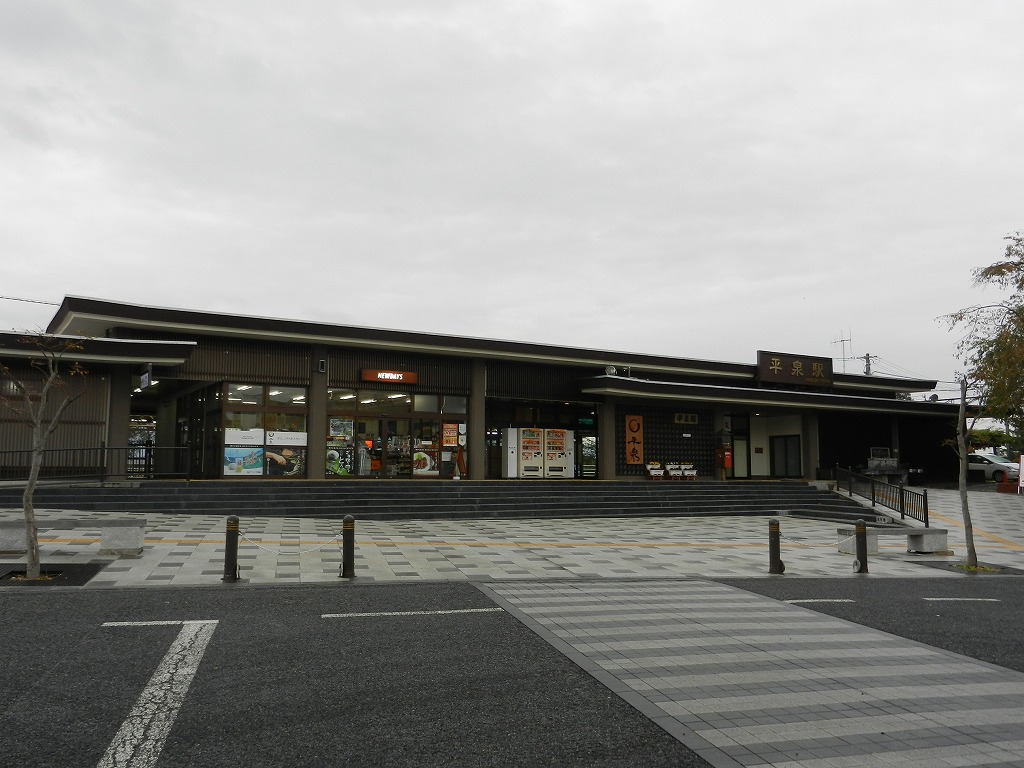
平泉駅

### 通過していた自治体
- 岩手県
  - 西磐井郡平泉町

### 交差していた道路
| 交差していた道路         | 交差していた場所 | 交差していた場所                                                        |
| ------------------------ | ---------------- | ----------------------------------------------------------------------- |
| 岩手県道31号平泉厳美渓線 | 平泉字志羅山     |                                                                         |
| 岩手県道206号相川平泉線  | 平泉字花立       | 北緯38度59分31.4秒 東経141度7分2.0秒 / 北緯38.992056度 東経141.117222度 |
| 国道4号                  | 平泉字衣関       | 終点                                                                    |

### 交差していた鉄道
- 東北本線

### 沿線
- JR東日本東北本線 平泉駅
- 中尊寺